# 山口素臣
山口素臣（1846年6月8日—1904年8月7日）是一名旧日本帝国陆军军官 。服役期间，山口素臣历任日军第5师团师团长，步兵第3旅团、第10旅团旅团长等职。因其参加了明治初期从戊辰战争到八国联军侵华等多次战役，被誉为“战将中的战将”。山口素臣的最终军阶是陆军大将，并获封正三位勋一等功二级子爵。

## 经历
山口素臣出生于萩市，是山口藩藩士山本芳的儿子。出生后，山口素臣被生父过继给山口藩藩士家山口义惟。戊辰战争中，山口素臣作为奇兵队队长，在北陆、奥羽等地辗转作战。明治维新后，他的队伍被收编进入大日本帝国陆军序列，山口素臣也成为了明治政府的陆军军官。
1870年9月，山口素臣进入大阪陆军教导团第二教导队。1871年4月，他被授予陆军军曹之军衔。同年，山口素臣连升三级，先后晋升少尉、中尉、大尉，并于两年后的1873年10月晋衔陆军少佐。次年1月，近卫步兵第一联队成立，山口素臣出任第一大队的大队长并率军参加了佐贺战争。来不及稍事休息，他再次率队投入了刚爆发的西南战争中。在西南战争中，值得一提的是山口素臣与其部队参与了3月4日的田原坂之战。他所属的部队在丰冈-平原地区（现熊本市北区植木町）于萨摩军右翼进行了激烈的战斗。当时山口素臣所属的近卫联队由两个大队组成，共有正副四名大队长，但除了山口外，其他三名大队长在这场战斗中全部阵亡。
戊辰战争结束后，山口素臣先后担任第九步兵联队和第七步兵联队的联队长。1882年2月，山口素臣获授大佐军衔，并于同年3月出任熊本镇台参谋长。1885年5月，山口素臣转任东京镇台参谋长并在1886年5月升任任近卫参谋长。 1887年9月，山口素臣出访欧美诸国考察，六个月之后方回到日本。 1889年9月，山口接替同月5日病逝的品川氏章担任第10旅团旅团长并因此升任少将。在1894年甲午战争爆发后，转任步兵第2师团第三旅团担任旅团长，赴清作战。
1月20日，山口素臣率队登陆山东半岛，作为日军右翼参加了威海卫战役。鉴于此勋，他在战后的1895年8月被昭和天皇授予男爵爵位，并于1896年10月晋升为陆军中将，担任第5师团师团长。
1900年，中国爆发义和团之乱。山口素臣作为日军指挥官参与八国联军奔赴前线，因功获颁勋一等旭日大绶章、功二级金鵄勳章。 1904年3月，山口晋升陆军大将，并被天皇委任为为军事参议官。同年8月，山口去世，临终获晋为子爵。他的坟墓位于东京都港区的青山灵园。

## 人物轶事
- 甲午战争时期，登陆旅顺的日军士兵多数受痢疾感染，上吐下泻。山口素臣赴野战医院参观时曾一手握住一名士兵的手，另一手抚着这名病卒的背轻轻斥责他说：“你为国参战不惜舍命，怎么却倒在病魔面前？”[註 1][2]

- 威海卫战役中，他在1月29日战斗的前一天站在一座小山丘上视察军情。突然，清方的一枚炮弹落离在山口一行人不远处爆炸，随员中的一名美国记者被炮弹爆炸的冲击波震倒在地。山口却面不改色，走过去一把将他拉起并用非常平静的语气对这位记者说：“稍后对方炮弹可能会再打过来，你还是赶紧回去吧。”[註 2] [2]

## 年譜
- 1870年（明治3年）9月 - 大坂陆军教导团第2教導隊
- 1871年（明治4年）
  - 4月 - 軍曹
  - 8月11日 - 少尉
  - 9月12日 - 中尉
  - 10月20日 - 大尉
- 1873年（明治6年）10月10日 - 少佐
- 1877年（明治10年）11月12日 - 步兵第9連隊長
- 1878年（明治11年）11月21日 - 中佐
- 1880年（明治13年）4月25日 - 步兵第7連隊長
- 1882年（明治15年）
  - 2月6日 - 大佐
  - 3月10日 - 熊本鎮台参謀長
- 1885年（明治18年）5月26日 - 東京鎮台参謀長
- 1888年（明治21年）5月27日 - 近衛参謀長
- 1889年（明治22年）
  - 2月6日 - 阅兵式诸军参謀長[3]
  - 9月11日 - 步兵第10旅团长[4]
- 1890年（明治23年）2月12日 - 少将、步兵第10旅团長[5]
  - 12月5日 - 步兵第3旅团長
- 1895年（明治28年）8月20日 - 男爵
- 1896年（明治29年）10月14日 - 中将、第5師团長
- 1904年（明治37年）3月17日 - 陆军大将、军事参议官[6]

## 荣誉

### 位階
- 1890年（明治23年）2月28日 - 从四位[7]
- 1895年（明治28年）5月20日 - 正四位[8]
- 1900年（明治33年）6月11日 - 从三位[9]
- 1904年（明治37年）4月20日 - 正三位[10]

### 日本勋章与爵位
- 1885年（明治18年）4月7日 - 勋三等旭日中綬章[11]
- 1889年（明治22年）11月29日 - 大日本帝国憲法发布記念章[12]
- 1895年（明治28年）5月23日 - 勋二等瑞宝章[13]
  - 8月20日 - 男爵、旭日重光章[14]
  - 11月18日 - 明治二十七八年従軍記章[15]
- 1897年（明治30年）3月31日 - 功三級金鵄勋章[16]
- 1901年（明治34年）7月19日
  -  勲一等旭日大綬章[17]
  -  功二級金鵄勋章[17]

### 外国勋章
- 1901年（明治34年）12月5日 -  荷兰王国奧蘭治-拿騷勳章[18]
- 1902年（明治35年）1月17日 -  利奥波德勋章_(比利时)[19]
- 1903年（明治36年）6月3日 -  大清帝国御赐第一等第三品双龙宝星[20]
- - 法國榮譽軍團勳章大军官勋位
- - 俄罗斯帝国一等圣安娜勋章
- - 奥匈帝国铁皇冠勋章（德语：Kaiserlicher Orden der Eisernen Krone）

## 家庭
山口素臣的养子山口十八继承了山口家的子爵爵位。山口十八后来成为陆军少将，先后担任过步兵第11旅团旅团长、近卫军步兵第1旅团旅团长等职务。